# 341st Missile Wing

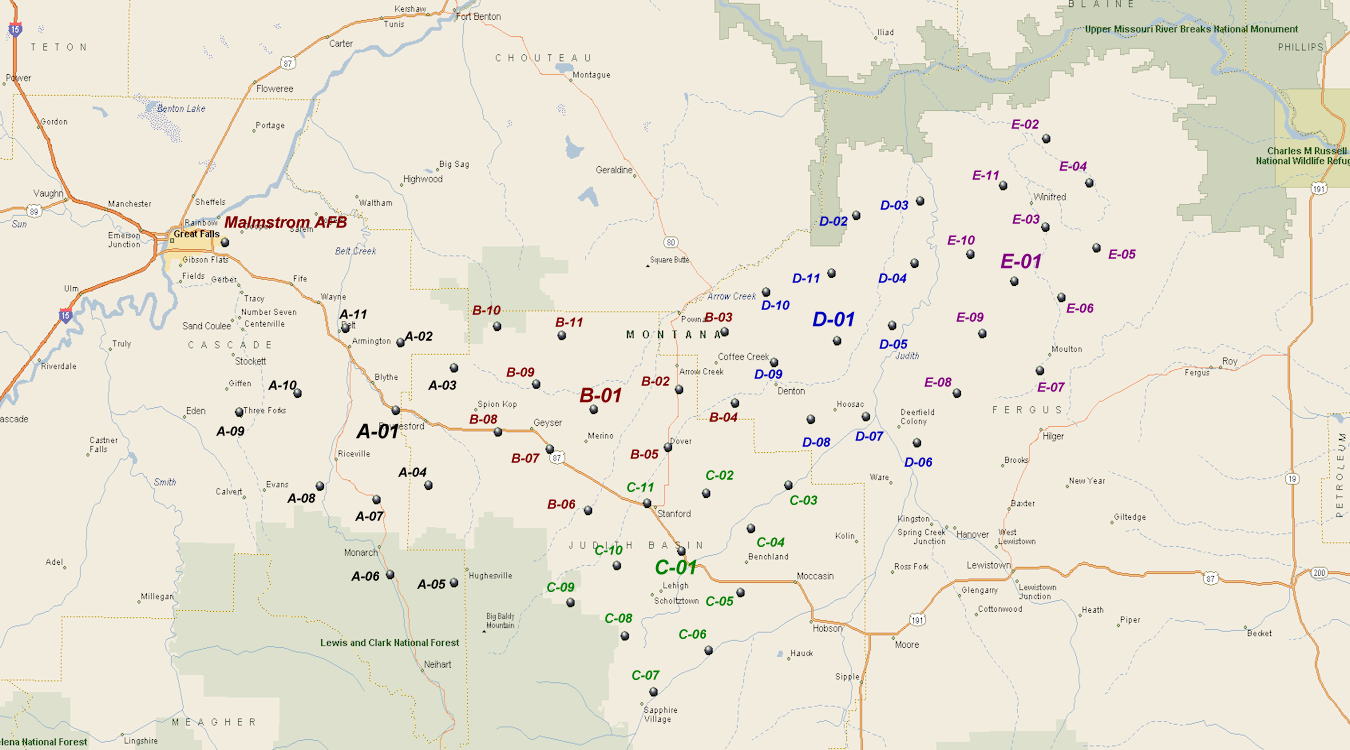
Posizione geografica delle strutture di lancio del 10th MS

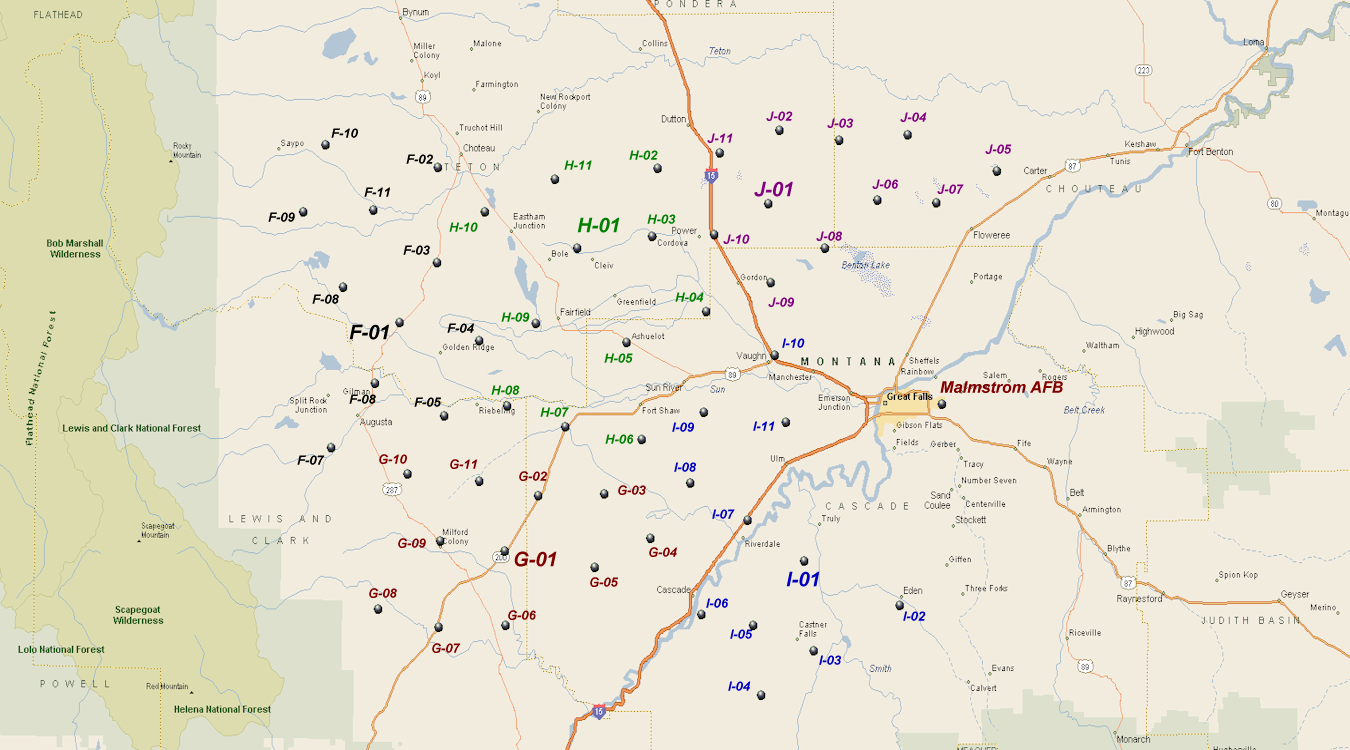
Posizione geografica delle strutture di lancio del 12th MS

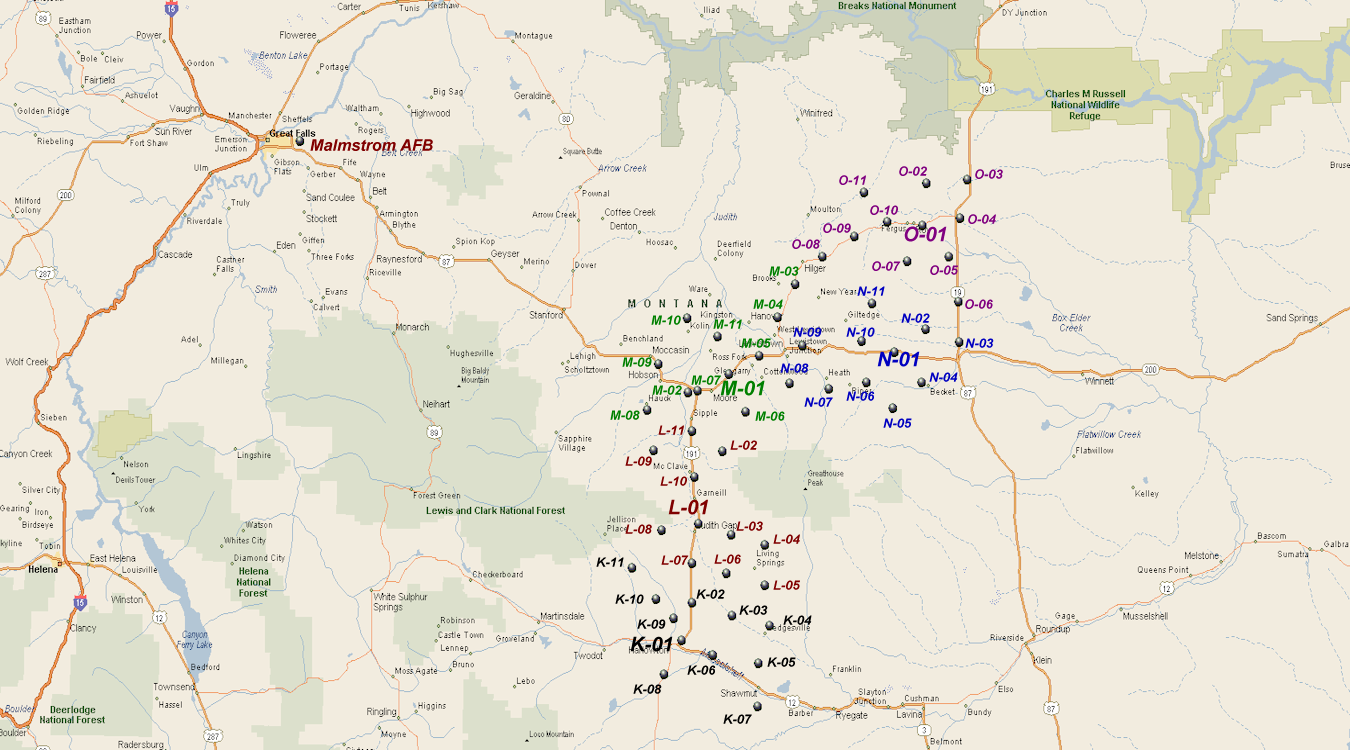
Posizione geografica delle strutture di lancio del 490th MS

Il 341st Missile Wing è uno stormo missilistico dell'Air Force Global Strike Command, inquadrato nella Twentieth Air Force. Il suo quartier generale è situato presso la Malmstrom Air Force Base, nel Montana.

## Organizzazione
Attualmente, a settembre 2020, esso controlla:
- 341st Operations  Group
  -  10th Missile Squadron - Equipaggiato con LGM-30G Minuteman III
  -  12th Missile Squadron - Equipaggiato con LGM-30G Minuteman III
  -  490th Missile Squadron - Equipaggiato con LGM-30G Minuteman III
  - 341st Operations Support Squadron
- 341st Maintenance Group
  - 741st Maintenance Squadron
  - 341st Munitions Squadron
  - 341st Missile Maintenance Squadron
- 341st Mission Support Group
  - 341st Civil Engineer Squadron
  - 341st Communications Squadron
  - 341st Contracting Squadron
  - 341st Force Support Squadron
  - 341st Logistics Readiness Squadron
- 341st Security Forces Group
  - 341st Security Forces Squadron
  - 341st Security Support Squadron
  - 341st Missile Security Forces Squadron
  - 741st Missile Security Forces Squadron
  - 841st Missile Security Forces Squadron
- 341st Medical Group
  - 341st Medical Operations Squadron
  - 341st Medical Support Squadron

## Strutture di lancio
Ogni Squadron controlla 5 flights, ognuno di essi identificato da una lettera e costituito da una struttura di allerta missili e da 10 strutture di lancio.